# Nishi-Magome (métro de Tokyo)
Nishi-Magome (西馬込駅, Nishi-Magome-eki) est une station du métro de Tokyo sur la ligne Asakusa dans l'arrondissement d'Ōta à Tokyo. Elle est exploitée par le Bureau des Transports de la Métropole de Tokyo (Toei).

## Situation sur le réseau
La station Nishi-Magome est située au début de la ligne Asakusa.

## Histoire
La station a été inaugurée le 15 novembre 1968.

## Services aux voyageurs

### Accès et accueil
La station est ouverte tous les jours.
En moyenne, 44 455 voyageurs ont fréquenté quotidiennement la station en 2015.

### Desserte
A Ligne Asakusa :

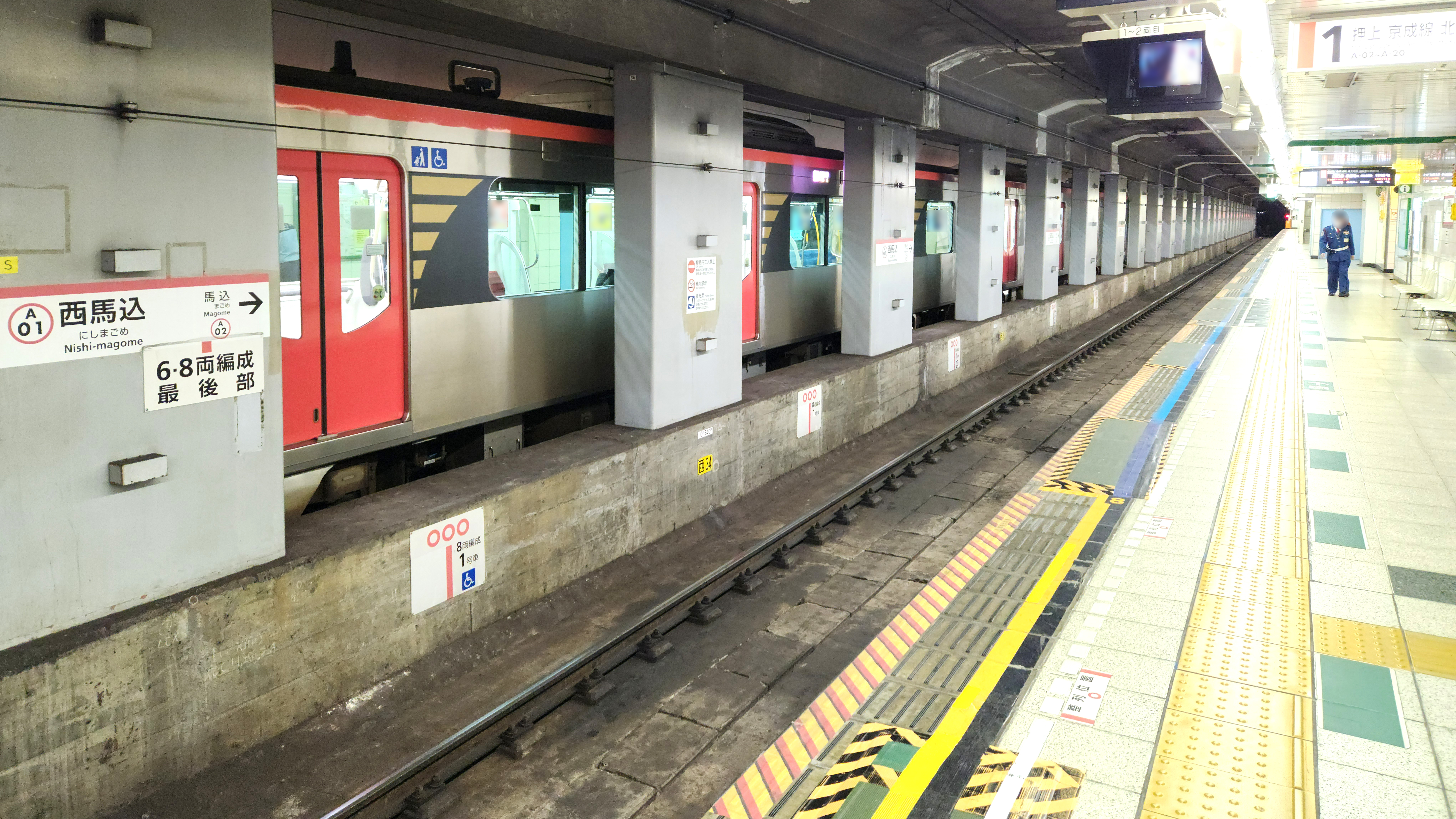
Quais de la station

- voies 1 et 2 : direction Oshiage (interconnexion avec la ligne principale Keisei pour Inba-Nihon-Idai, Shibayama-Chiyoda ou l'aéroport de Narita)

## A proximité
- Honmon-ji